# Halimeda
A Halimeda a valódi zöldmoszatok (Chlorophyta) törzsébe és az Ulvophyceae osztályába tartozó nemzetség. A Halimedaceae növénycsalád első ismert nemzetsége.

## Rendszerezés
A nemzetségbe az alábbi 54 faj tartozik:
- Halimeda bikiniensis W.R.Taylor, 1950
- Halimeda borneensis W.R.Taylor, 1975
- Halimeda cereidesmis Kraft, 2007
- Halimeda copiosa Goreau & E.A.Graham, 1967
- Halimeda cryptica Conlivaux & E.A.Graham, 1964
- Halimeda cuneata Hering, 1846
- Halimeda cylindracea Decaisne, 1842
- Halimeda cylindrica Kützing - az ittléte kérdéses
- Halimeda discoidea Decaisne, 1842
- Halimeda distorta (Yamada) Hillis-Colinvaux, 1968
- Halimeda favulosa M.A.Howe, 1905
- †Halimeda floridiana O.N.Dragastan, D.S.Littler & M.M.Littler, 2003
- Halimeda fragilis W.R.Taylor, 1950
- Halimeda gigas W.R.Taylor, 1950
- Halimeda goreaui W.R.Taylor, 1962
- Halimeda gracilis Harvey ex J.Agardh, 1887
- Halimeda heteromorpha N'Yeurt, 2006
- Halimeda howensis Kraft & J.M.Noble, 1994
- Halimeda hummii D.L.Ballantine, 1982
- Halimeda incrassata' (J.Ellis) J.V.Lamouroux, 1816
- Halimeda irregularis J.V.Lamouroux - az ittléte kérdéses
- Halimeda kanaloana Vroom, 2006
- Halimeda lacrimosa M.A.Howe, 1909
- Halimeda lacunalis W.R.Taylor, 1950
- Halimeda lessonii Bory de Saint-Vincent - az ittléte kérdéses
- Halimeda macroloba Decaisne, 1841
- Halimeda macrophysa Askenasy, 1888
- Halimeda magnidisca J.M.Noble, 1986
- Halimeda melanesica Valet, 1966
- Halimeda micronesica Yamada, 1941
- Halimeda minima (W.R.Taylor) Hillis-Colinvaux, 1968
- Halimeda monile (J.Ellis & Solander) J.V.Lamouroux, 1816
- Halimeda monilis (Ellis & Solander) J.V.Lamouroux - az ittléte kérdéses
- Halimeda nervata Zanardini, 1858
- Halimeda opuntia (Linnaeus) J.V.Lamouroux, 1816
- Halimeda orientalis W.J.Gilbert - az ittléte kérdéses
- Halimeda ovata J.Agardh - az ittléte kérdéses
- Halimeda papyracea Zanardini, 1851
- Halimeda peltata Gopinathan & Panigrahy
- Halimeda pumila Verbruggen, D.S.Littler & M.M.Littler, 2007
- Halimeda pygmaea Verbruggen, D.S.Littler & M.M.Littler, 2007
- Halimeda rectangularis J.Agardh, 1894
- Halimeda renschii Hauck, 1886
- Halimeda saportae Fuchs - az ittléte kérdéses
- Halimeda scabra M.A.Howe, 1905
- Halimeda sertolara (Bertoloni) Zanardini, 1840
- Halimeda simulans M.A.Howe, 1907
- Halimeda stenodactylis J.Agardh - az ittléte kérdéses
- Halimeda stuposa W.R.Taylor, 1950
- Halimeda taenicola W.R.Taylor, 1950
- Halimeda tuberosa Biasoletto - az ittléte kérdéses
- Halimeda tuna (J.Ellis & Solander) J.V.Lamouroux, 1816 - típusfaj
- Halimeda velasquezii W.R.Taylor, 1962
- Halimeda xishaensis C.K.Tseng & M.L.Dong, 1980